# Rozendaal (Leusden)
Rozendaal is een wijk in de Nederlandse plaats Leusden. De wijk, ter plaatse beter bekend als de Eurowoningen is ontstaan in de jaren 70 van de 20e eeuw en is een van de eerste uitbreidingswijken van Leusden. Bovendien is het een van eerste wijken in Nederland waar het concept van de drive-inwoning op grote schaal werd toegepast. De architectuur van de wijk behoort tot de stroming van het structuralisme.

## De naam van de wijk

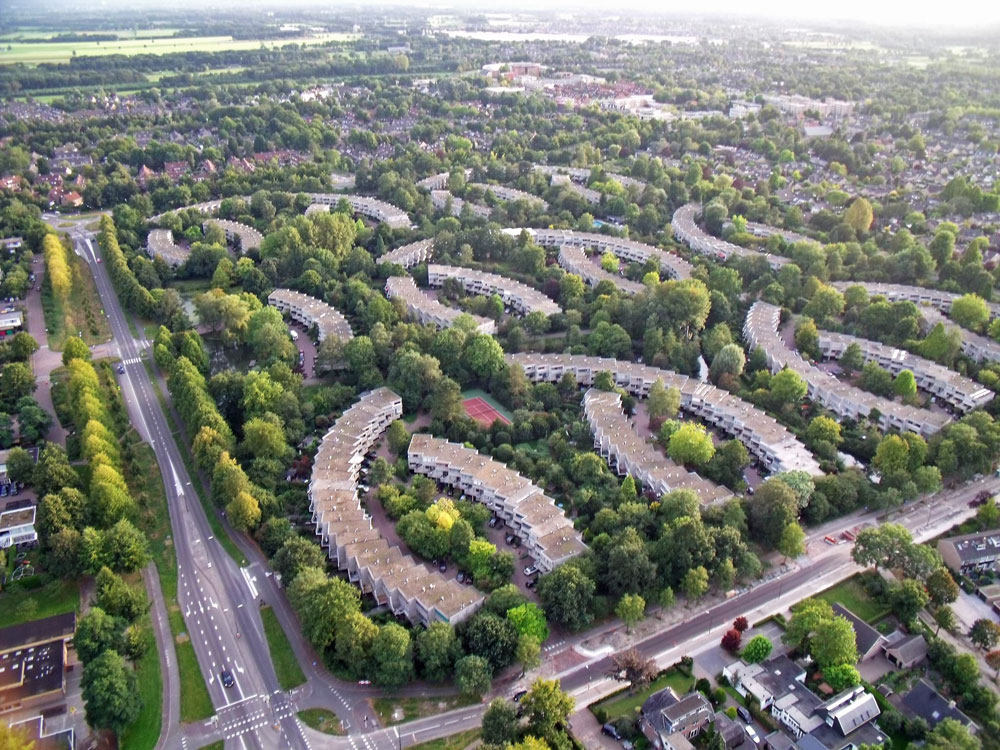
De wijk Rozendaal vanuit de lucht. Links de Middenweg, rechtsonder de Asschatterweg.

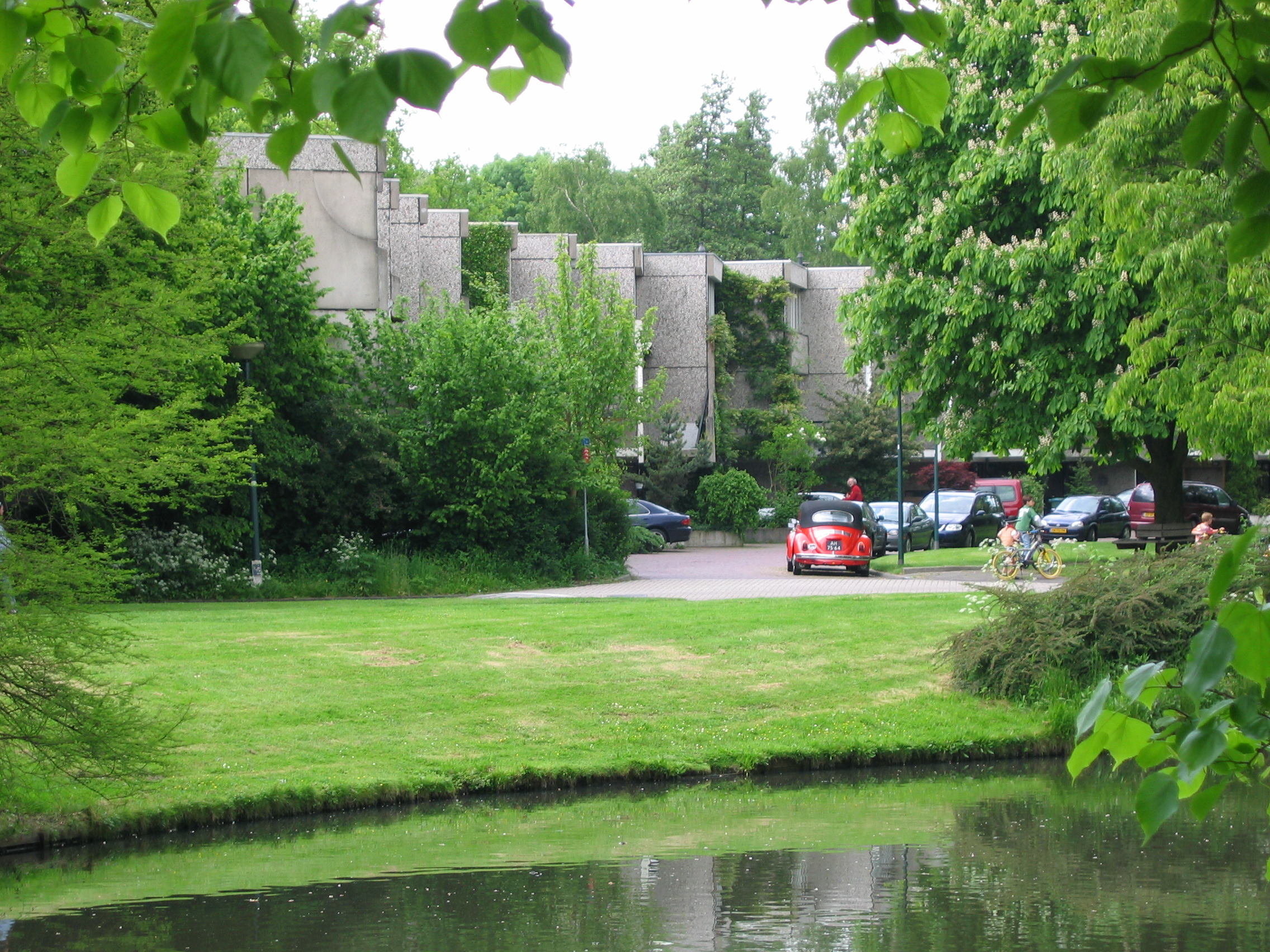
Woningen in de Leusdense wijk Rozendaal (beter bekend als Eurowoningen). Dit plein is Essex.

In Leusden zijn de uitbreidingswijken vernoemd naar de namen van boerderijen die voorheen in het gebied stonden. De naam 'Rozendaal' is dus afkomstig van een boerderij: de 'Hofstede Roozendaal'.
De naam 'Eurowoningen' is een afgeleide van de officiële naam van het ontwerp van architect Henk Klunder: 'Europarkstad Leusden'. De huizen liggen in een vierkante wijk die als een park is vormgegeven en de 12 pleinen zijn alfabetisch vernoemd naar Europese landstreken: Ardennen, Aragon, Bohemen, Bretagne, Calabrië, Dalmatië, Dordogne, Essex, Finnmark, Galicië, Gironde, Henegouwen. (Het aanvankelijke plan was groter, vandaar dat slechts een deel van het alfabet is gevuld.) Toeval is dat luchtfoto's van de wijk gelijkenis vertonen met het teken voor de euromunt - toen de wijk werd ontwikkeld in de jaren 60, was er nog geen sprake van naam en ontwerp van deze munt.

## Historie
De eerste plannen voor de Eurowoningen en de opzet van de wijk ontstonden in de jaren '60 van de 20e eeuw. Het plan paste in de Tweede Nota op de Ruimtelijke Ordening die in 1966 werd uitgebracht door de regering. Met het oog op de te verwachten bevolkingsgroei in de regio Amersfoort en het overlopen van de Randstad, werd ook Leusden aangewezen als een groeikern door het toenmalige ministerie van Volkshuisvesting en Ruimtelijke Ordening.
De gemeente Leusden was toen nog maar net ontstaan in 1969 door de samenvoeging met de gemeente Stoutenburg. Leusden kreeg de ruimte om te groeien en begon plannen te maken voor een grootscheeps woningbouwprogramma. De bedoeling was om te groeien van 9.500 inwoners in 1969 naar 55.000 inwoners in 2000. Zover is het niet gekomen.
Het eerste idee was om te bouwen naar het voorbeeld van de Engels 'New Towns'. Stedenbouwkundige David Zuiderhoek, architect Henk Klunder en de dienst gemeentewerken maakten samen met projectontwikkelaar Eurowoningen NV. onder leiding van oprichter Jan Poot, de eerste ontwerpen. Een belangrijk uitgangspunt voor 'New Town Leusden' was dat het zodanig moest worden opgezet dat 'de woningen, de groenvoorziening, de wegen en de waterpartijen glansrijk de kritiek van de nieuwe Nederlanders in het jaar 2000 moesten kunnen doorstaan.'
De wijk heeft veel nationale en internationale aandacht gekregen. Bij de officiële opening van de wijk (de eerste modelwoningen) was Prins Claus aanwezig. En vele jaren kwamen groepen architecten en stedebouwkundigen uit de hele wereld de wijk bezoeken om te kijken naar dit voorbeeld van stedebouwkundige vernieuwing.

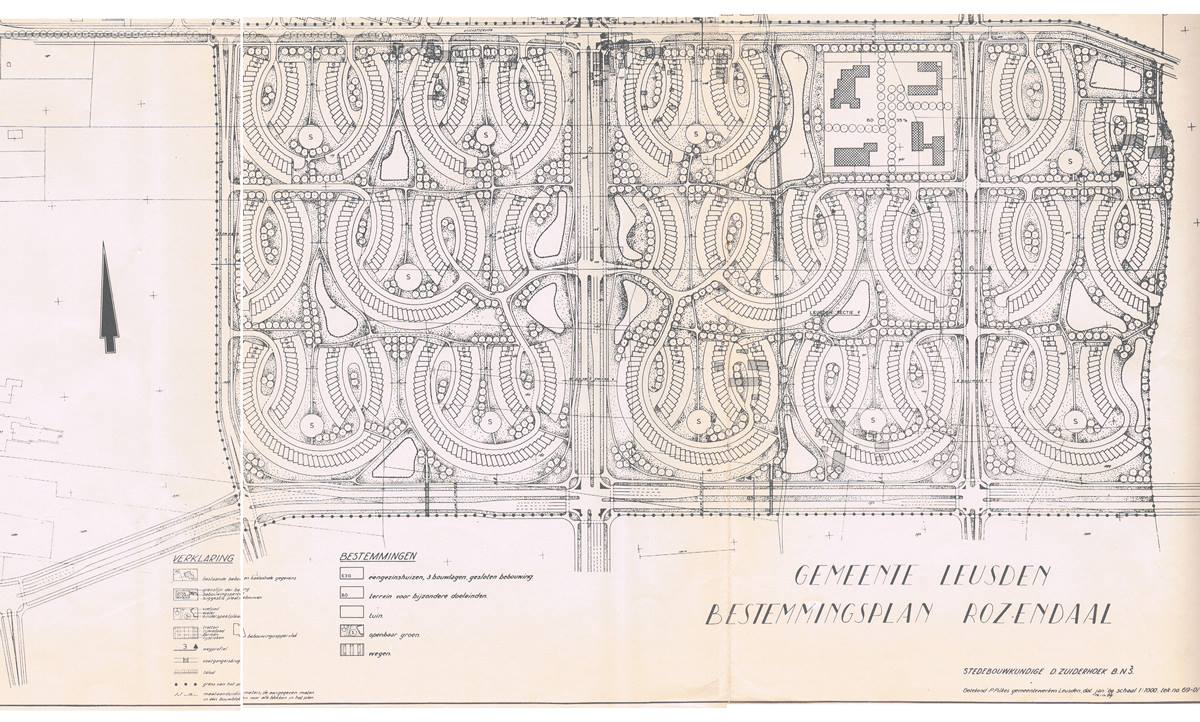
Oorspronkelijke plan voor de wijk. Alleen het linker deel is gerealiseerd.

## Architectuur
Na de Tweede Wereldoorlog werd in hoog tempo gebouwd om in de vraag naar woningen te voorzien. Die bouwstijl was vaak eenvorming en dat resulteerde in monotone nieuwbouwwijken met rechte blokken eengezinswoningen en veel flatwoningen onder de liftgrens van vier verdiepingen. Jonge architecten kwamen daartegen in verzet en organiseerden zich eind jaren 50 rond het maandblad Forum. Zij uitten hun onvrede over de maatschappelijke ontwikkelingen en de manier waarop dat vorm kreeg in de gebouwde omgeving.
Het tweede nummer van het blad had als titel 'Drempel en ontmoeting: de gestalte van het tussen'. Het ging de architecten om de verbinding en de overgangsgebieden tussen binnen en buiten. De drempel en het raam vormen overgangsgebieden. Architect Herman Hertzberger liet met stapelingen van lucifersdoosjes zien hoe rijtjeswoningen veel meer variatie aan ruimtelijke overgangen konden krijgen. Terrassen en balkons kregen bescherming van een buurwoning door de huizen ten opzichte van elkaar te verschuiven.Ook de begrenzing van de binnenruimte werd daardoor veel ruimtelijker. De stroming kreeg achteraf de naam 'Structuralisme'.
Naast de visie op de vormgeving ontwikkelde de groep rond Forum ook een visie op het wonen, waarin mensen samenhang moeten ervaren in de gebouwde ruimte. Een wijk moest meer bieden dan uitsluitend functionele woningen, maar mensen ook in staat stellen om met elkaar verbindingen aan te gaan. Elk huis moest een eigen identiteit bezitten, maar op de juiste manier geschakeld, een verrijking van het wonen bieden.
'Een representatief voorbeeld daarvan vormde het ontwerp van Henk Klunder voor 1100 identieke woningen in eenvormig gebogen blokken eengezinswoningen voor 'Europarkstad' in Leusden, waarvan slechts een deel gebouwd is. De onderling verschoven woningen beschikten over een beschermde buitenruimte met terras en balkon zoals die met luciferdoosjes in Forum waren gesuggereerd.'

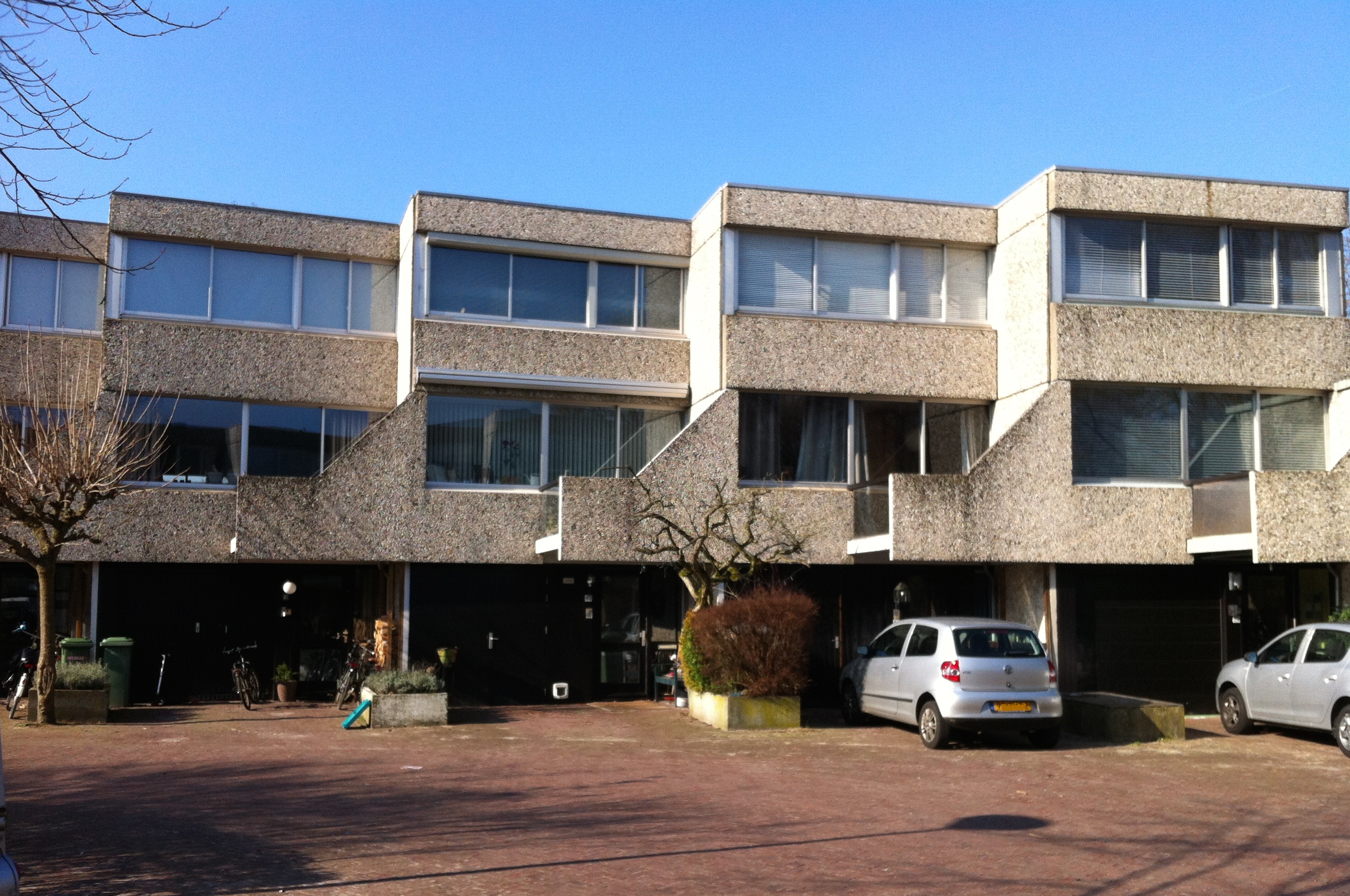
Drive-inwoningen in de wijk Rozendaal in Leusden

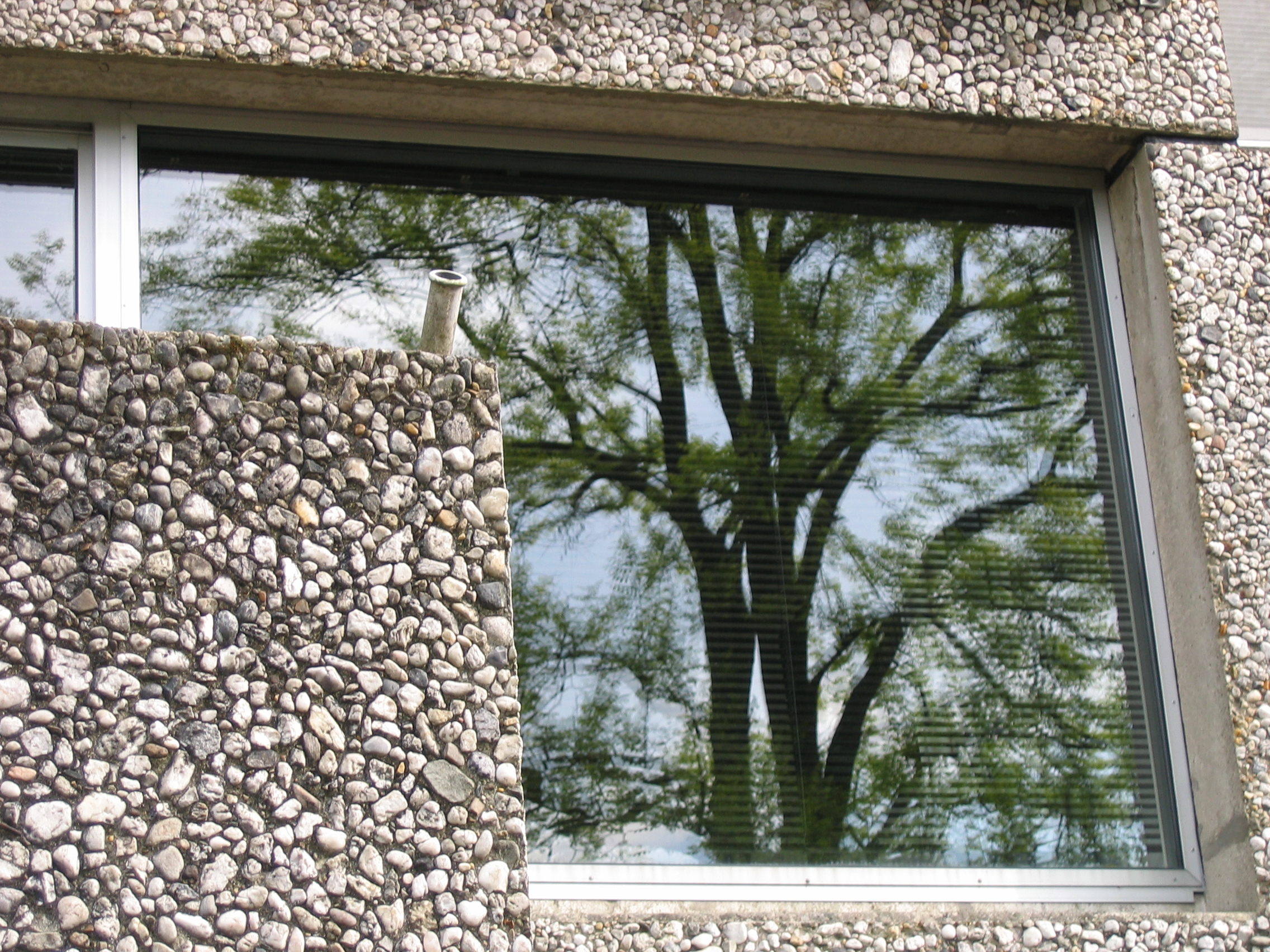
De gevels bestaan uit gewassen beton en aluminium schuifpuien.

Het plan is opgebouwd uit identieke drive-in woningen van drie woonlagen, gerealiseerd in een gietbouwsysteem met gevels van gewassen betonelementen en aluminium schuifpuien. Doordat de voorgevel smaller is dan de achtergevel ontstaat vanzelf de halve cirkelvorm. Alle woningen hebben een achtertuin die grenst aan het openbare groen. Aan de voorkant heeft elke woning een betonnen plantenbak en een oprit voor het parkeren van een auto.
Bij de oplevering van de huizen was het voor de kopers mogelijk om de indeling te kiezen. Per verdieping waren er vier indelingsvarianten mogelijk (keuze in aantal kamers, sanitaire voorzieningen etc.). Daardoor waren er in totaal 64 verschillende mogelijkheden. In het huis zijn alle leidingen verwerkt in twee kolommen naast de trappen. Dat maakt het eenvoudig om ook later nog wijzigingen door te voeren met verbouwingen. De huidige woningen zijn zeer verschillend in inrichting en gebruik van de verschillende verdiepingen.

## Voorzieningen

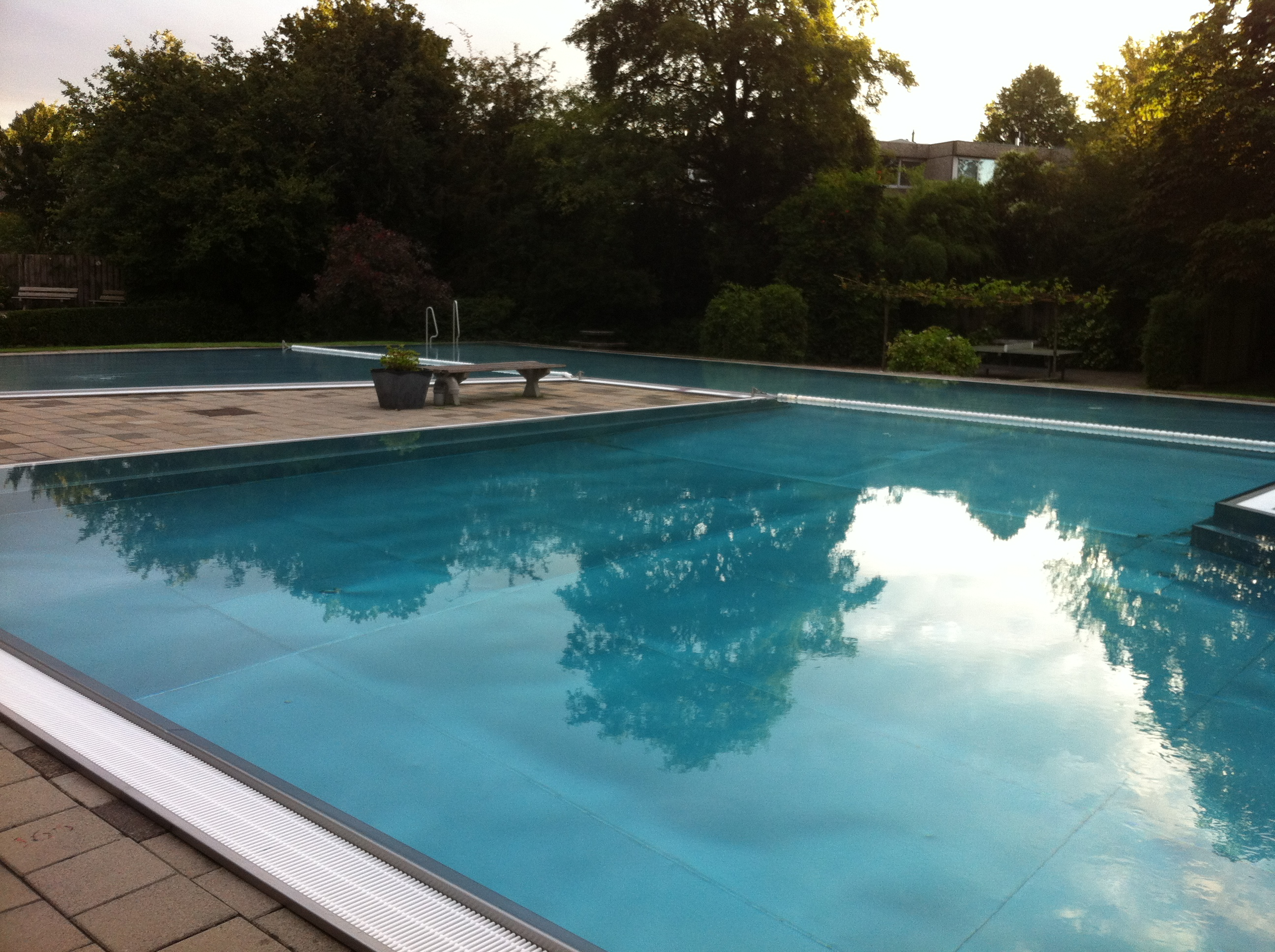
Het zwembad is toegankelijk voor de wijkbewoners.

De wijk bestaat uit 476 woningen in een ruim opgezette groene omgeving. Daarnaast beschikt de wijk over een aantal bijzondere voorzieningen waar bewoners gebruik van kunnen maken: een verwarmd openlucht zwembad met ligweide, geopend in de zomerperiode (eind april tot begin september), een tennisbaan, een basketbalveld, een avontureneiland, diverse grasvelden en unieke binnenpleinen met banken en speeltoestellen. De bewoners van elk plein mogen na een aantal jaren bepalen of ze de vormgeving en het gebruik van het binnenplein willen (laten) aanpassen. De wijk is vanaf het begin voorzien van een kabelaansluiting voor radio en tv in elke woning, en aangevuld met een eigen kanaal (kabelkrant) voor nieuws van de Groenstichting. Inmiddels is er een eigen website die veel van de nieuwsvoorziening overneemt.
Jaarlijks worden er evenementen georganiseerd met heel veel vrijwilligers uit de wijk. Voorbeelden zijn de jaarlijkse Garage Sale begin april en het zwembad-kamperen voor de basisschoolkinderen in het laatste weekend van de zomervakantie.

## Zelfbeheer en financiering
Europarkstad Leusden is als een van de eerste Nederlandse woonwijken opgezet volgens het principe van zelfbeheer en gemeenschapsvorming. De huizen werden destijds verkocht met een zogenaamde 'gewenningsbijdrage' en daardoor ook bereikbaar voor huishoudens met een wat lager inkomen. De prijs van de woningen mocht niet boven de 100.000 gulden uitkomen.
Het onderhoud van de wijk wordt door de bewoners zelf geregeld en deels bekostigd. Hiervoor is de Groenstichting Rozendaal opgericht. Het bestuur van deze stichting wordt democratisch gekozen. Elk plein kiest een pleinvertegenwoordiger, die deel uitmaakt van het bestuur. Het bestuur wordt ondersteund door vaste commissies (o.a. voor de groenvoorziening, de kabel, de tennisbaan, het zwembad, de redactie, en energiemaatregelen).
De grond van de wijk is eigendom van de gemeente, maar wordt om niet in erfpacht aan de stichting uitgegeven. Daarnaast draagt de gemeente een jaarlijks normbedrag per vierkante meter af aan de stichting, vergelijkbaar met wat ze kwijt zou zijn aan het beheer van de openbare ruimte. De stichting kan dit bedrag naar eigen inzicht besteden aan onderhoud en beheer, maar dient daarbij uiteraard wel te voldoen aan criteria van de gemeente en aan de wetgeving. De bewoners verplichten zich bij het tekenen van een koopcontract voor een huis tot het betalen van een jaarlijks bijdrage aan de Groenstichting. Veel zaken van onderhoud en beheer worden met vrijwilligers georganiseerd, daarnaast worden professionals ingehuurd voor taken, zoals een hoveniersbedrijf, zwembadpersoneel en een beheerder.

## Toekomst
- De wijk is een levendige gemeenschap die nog steeds blijkt te voldoen aan de ideeën die de bedenkers destijds hadden. Het beste bewijs daarvoor is dat veel kinderen, die zelf in de wijk zijn opgegroeid, er na hun studie elders terugkeren zodra ze zelf een gezin gaan stichten. De wijk ontving in 2005 de Jantje Betonprijs voor meest kindvriendelijke wijk in Nederland.
- Teams van vrijwilligers spannen zich in om gezamenlijk werk te maken van maatregelen om de huizen en de wijk duurzamer te maken. Zo zijn er diverse klimaatprojecten georganiseerd rond het gezamenlijk inkopen en aanbrengen van dubbel glas, isolatie en zonnepanelen.
- De woningen zijn door hun indeling zeer geschikt om op de benedenverdieping een kleinschalige bedrijfsruimte te vestigen. De wijk telde in 2010 zo'n 150 inschrijvingen in het handelsregister van de Kamer van Koophandel.
- Elk lustrum van de wijk wordt met veel plezier en inzet van de bewoners gevierd. Ook voor de jaarlijkse evenementen en voor de functies in het bestuur en de commissies in de wijk lukt het nog steeds om voldoende vrijwilligers te vinden.

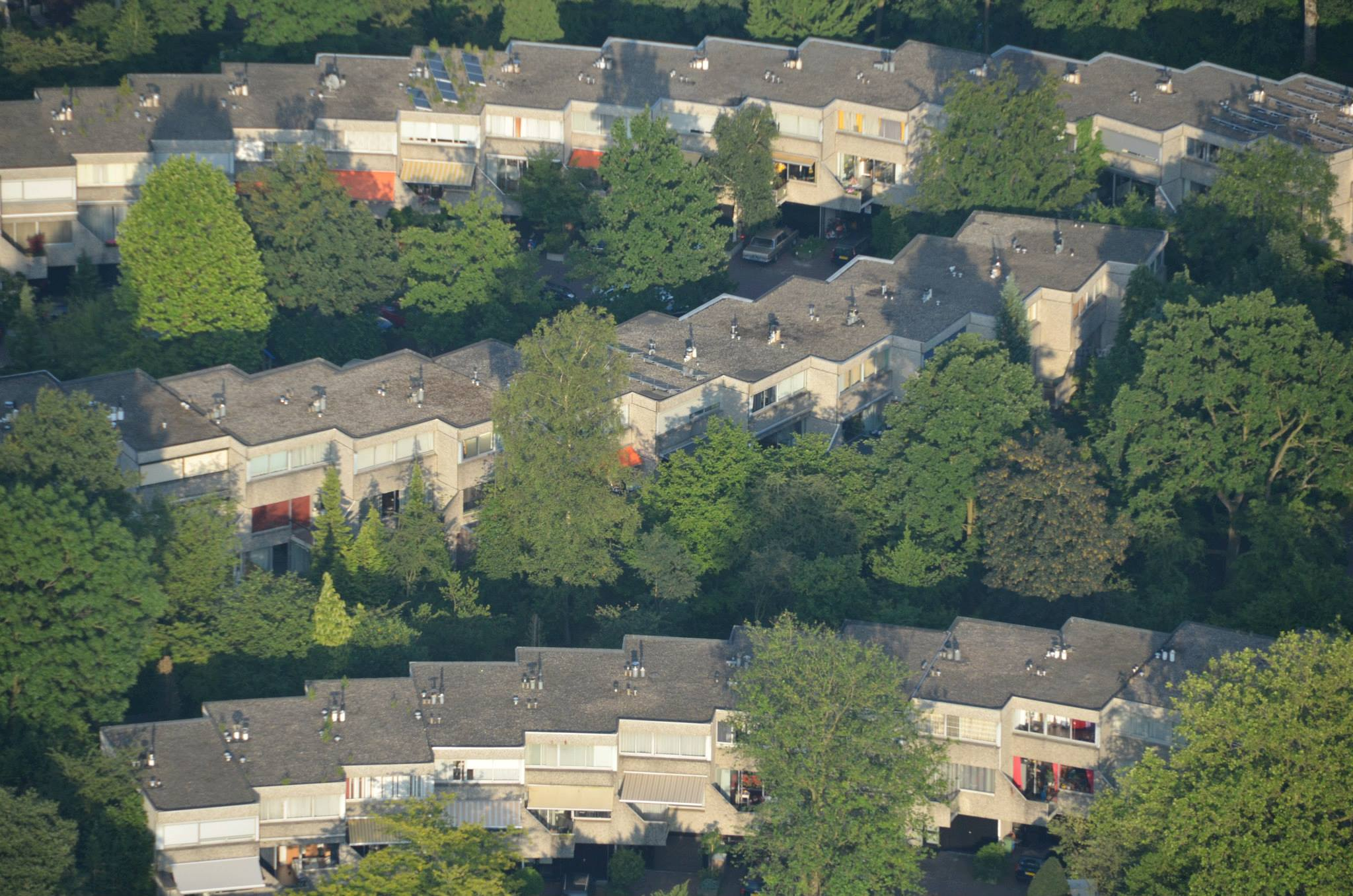
Luchtfoto wijk Rozendaal, Eurowoningen in Leusden